# David Waltz
David L. Waltz (* 28. Mai 1943 in Boston; † 22. März 2012 in Princeton) war ein Informatiker, der auf den Gebieten Künstliche Intelligenz, Maschinelles Sehen, Maschinelles Lernen und Information Retrieval arbeitete. Er war zuletzt Professor an der Columbia University.
Sein Vater war Physiker bei den Bell Laboratories. Er studierte am Massachusetts Institute of Technology, an dem er 1972 bei Patrick Winston promoviert wurde (Generating Semantic Descriptions from Drawings of Scenes with Shadows) In seiner Dissertation entwickelte er ein Programm, das aus zweidimensionalen Zeichnungen eine dreidimensionale Szene rekonstruierte. Er entwickelte dabei den Waltz-Algorithmus zur Erkennung dreidimensionaler Objekte in zweidimensionalen Liniengrafiken mit Schatten, wobei das Problem als Constraint-Satisfaction-Problem formuliert ist (und als Constraint Propagation bekannt ist). Das Verfahren war später von grundlegender Bedeutung beim Computersehen und in der Computergraphik, aber auch in anderen Bereichen der Künstlichen Intelligenz und Informatik wie Routing und Scheduling. Am MIT war er auch Schüler von Marvin Minsky.
Waltz lehrte als Professor an der University of Illinois at Urbana-Champaign und an der Brandeis University. An beiden Universitäten war er an der Gründung interdisziplinärer Forschungszentren beteiligt, dem Beckman Institute an der University of Illinois und dem Volen National Center for Complex Systems an der Brandeis University.
An der University of Illinois wandte er sich natürlicher Sprachverarbeitung zu. Er baute ein Frage-Antwort System (Planes) und benutzte neuronale Netze in der natürlichen Sprachverarbeitung.
1984 gelang ihm aufgrund seines Zugangs zu Parallelcomputern bei der Thinking Machine Corporation (TMC) von Danny Hillis ein weiterer Durchbruch als Pionier von CBR (Case Based Reasoning, Memory Based Reasoning). Statt auf Prozeduren setzte die Methode auf den Zugriff auf große Datensammlungen. Das stand mit am Beginn einer Umwälzung auf dem Gebiet Künstlicher Intelligenz und anderer Methoden, die auf Big Data zugreifen. Er leistete auch Pionierarbeit in Information Retrieval Systemen bei TMC (WAIS, Wide Area Information Server, entwickelt mit der Dow Jones Corporation, Apple Computer und KPMG Peat Marwick). Dabei wurden auch Suchalgorithmen eingeführt (Veronica, Gopher, Archie), die der späterer Suchmaschinen vorgriffen.
1993 verließ er TMC und ging zum NEC Research Institute in Princeton, dessen Direktor er 2000 bis 2002 war. Außerdem war er einer der Gründer (und Direktor) des Center for Computational Learning Systems der Columbia University. Dort wurden unter anderem Frühwarnsysteme für den Zusammenbruch von Stromversorgung (in Zusammenarbeit mit dem Elektrizitätsversorger Con Edison) und für Anfälle bei Epilepsie-Patienten entwickelt (aus den Daten von Elektroden im Gehirn der Patienten).

## Werke (Auswahl)
- Generating Semantic Description from Drawings of Scenes with Shadows, Ph.D. Dissertation, MIT, 1972.
- Understanding line drawings of scenes with shadows, in: Patrick Winston (Hrsg.): The Psychology of Computer Vision, 1975
- Toward memory-based reasoning (PDF; 5,3 MB), (mit C. Stanfill), Communications of the ACM, v29n12, pp. 1213–1228, 1986.
- Massively parallel parsing: A strongly interactive model of natural language interpretation (PDF; 1,4 MB), (mit J. Pollack), Cognitive Science, v9n1, pp. 51–74, 1985.